# Grandola ed Uniti
Grandola ed Uniti ist eine Gemeinde mit 1287 Einwohnern (Stand 31. Dezember 2023) in der italienischen Provinz Como in der Region Lombardei.

## Geographie
Die Gemeinde liegt zwischen dem Lago di Lugano und dem Lago di Como nahe dem Lago di Piano. Die Gemeinde  besteht aus sechs Dörfern: Cardano, Codogna (die die städtischen Ämter an der renommierten Villa Camozzi beherbergt), Gonte, Grona, Naggio und Velzo. Sie ist circa 50 km von Como entfernt.
Die Nachbargemeinden sind Carlazzo und Bene Lario im Westen, Plesio östlich und Menaggio südwestlich und Tremezzina südlich.

## Verkehr

### Ehemalige Eisenbahn
In der Vergangenheit verlief eine Bahnlinie zwischen Menaggio und Porlezza. Der Dienst wurde 1884 geöffnet und 1939 wegen der Ausbruchs des Zweiten Weltkriegs suspendiert. Im Jahr 1946 erstellte man ein Projekt zur Elektrifizierung der kleinen Eisenbahn; es wurde 1949 genehmigt, aber die Renovierungsarbeiten wurden nie ausgeführt, da die Eisenbahn nicht mehr in Betrieb war. Sie wurde schließlich im Jahr 1966 ganz aufgegeben.

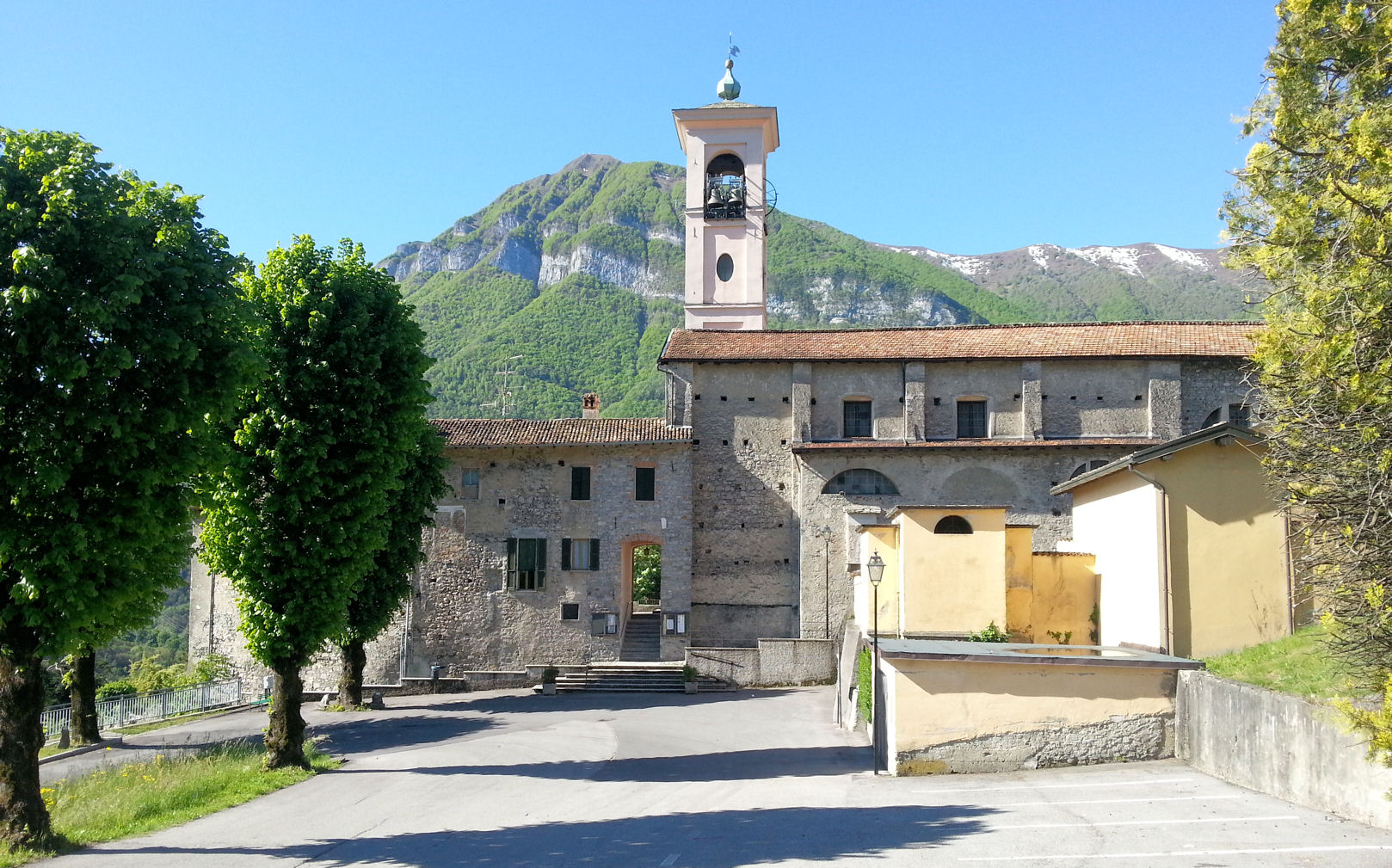
Kirche San Siro im Ortsteil Codogna

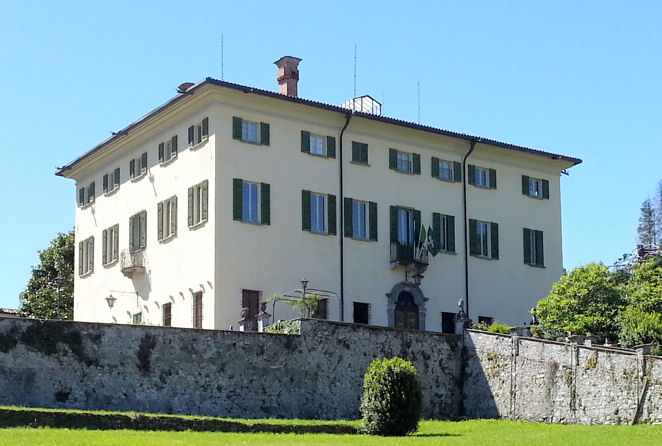
Villa Camozzi (Codogna)

## Sehenswürdigkeiten
- Kirche San Siro zwischen Codogna und Velzo[2]
- Villa Camozzi im Ortsteil Codogna[3]
- Museo Etnografico e Naturalistico Val Sanagra[4][5]
- Villa Boccalari im Ortsteil Codogna[6]
- Villa Corti Cerletti im Ortsteil Codogna[7]
- Kirche Santa Caterina d’Alessandria im Ortsteil Cardano[8]
- Villa Bagatti-Valsecchi im Ortsteil Cardano[9][10]
- Kirche San Giovanni Battista im Ortsteil Gonte[11]
- Kirche San Giovanni Nepomuk im Ortsteil Grona[12]
- Kirche Sant’Antonio Abate im Ortsteil Naggio[13]
- Kirche Beata Vergine Addolorata im Ortsteil Naggio[14]